# La Chapelle-sur-Coise
La Chapelle-sur-Coise  ist eine französische Gemeinde mit 566 Einwohnern (Stand 1. Januar 2022) im Département Rhône in der Region Auvergne-Rhône-Alpes. Sie gehört zum Arrondissement Lyon und zum Kanton Vaugneray.

## Nachbargemeinden
Nachbargemeinden von La Chapelle-sur-Coise sind Aveize im Norden, Duerne im Nordosten, Saint-Martin-en-Haut im Südosten, Larajasse im Süden und Pomeys im Westen.

## Weblinks

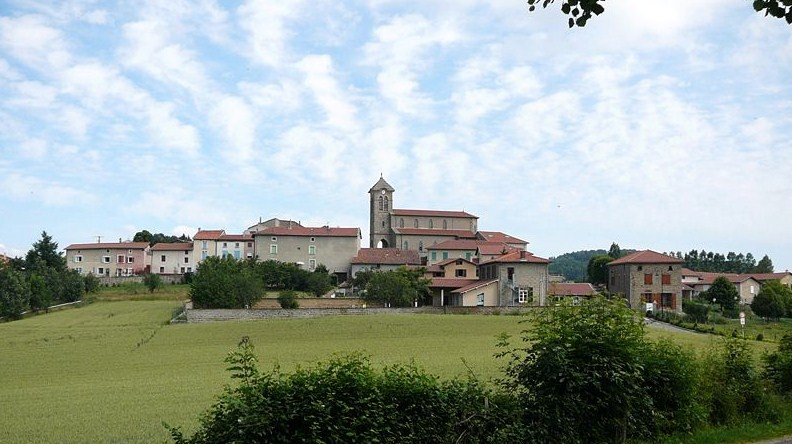
Blick auf La Chapelle-sur-Coise

## Bevölkerungsentwicklung
| Jahr                       | 1962 | 1968 | 1975 | 1982 | 1990 | 1999 | 2013 |
| Einwohner                  | 282  | 244  | 243  | 294  | 313  | 382  | 565  |
| Quellen: Cassini und INSEE |      |      |      |      |      |      |      |